# 강석경
강석경(姜石景, 1951년 1월 10일 ~ )은 대한민국의 소설가이다.
대구에서 출생하였고, 이화여대 조소과를 졸업하였다. 1974년 《문학사상》 신인상에 〈근(根)〉,〈오픈게임〉이 당선되어 등단하였다. 주요 작품으로 《순례자의 노래》,《밤과 요람》,《청색시대》,《가까운 골짜기》,《아브라함 아브라함》 등이 있다. 《숲속의 방》으로 오늘의 작가상을 수상하였다. 현실 속에서 강한 자아의식을 가진 인물의 삶의 고통과 진실을 그려낸 작가이다.

## 작품

### 소설
- 2012년 <신성한 봄> (민음사) ISBN 978-89-374-8609-8
- 2005년 <숲속의 방> (민음사) ISBN 89-374-2014-7(1986년 첫 출간)
- 2004년 <미불> (민음사) ISBN 89-374-8036-0

## 상훈
- 2013년 제16회 <동리문학상>[1]
- 2001년 제8회 21세기문학상[2]
- 1986년 제10회 <오늘의 작가상>[3]
- 1986년 제6회 녹원문학상[4]
- 1974년 제1회 문학사상 신인상[5]

## 같이 보기
- 한국의 소설가 목록